# 大切奇
大切奇（匈牙利語：Nagycsécs）是匈牙利包尔绍德-奥包乌伊-曾普伦州所辖的一个村，临近小切奇。总面积9.83平方公里，总人口842，人口密度85.7人/平方公里（2011年1月1日）。